# Archipel Juan Fernández
Pour les articles homonymes, voir Juan Fernández.
L'archipel Juan Fernández est un archipel du Chili situé à environ 675 kilomètres au large des côtes sud-américaines, dans l'Est de l'océan Pacifique sud. L'île Alejandro Selkirk, la plus occidentale, est à une distance de 749 km à l'ouest-nord-ouest des côtes chiliennes de la région du Biobio (Concepción), tandis que la plus orientale, l'île Robinson Crusoe, se trouve à 602 km des rives de la région du Maule. Administrativement, l'archipel fait partie de la région de Valparaíso et constitue l'une des neuf municipalités de la province.
L'archipel Juan Fernández est composé des îles Robinson Crusoe, Santa Clara et Alejandro Selkirk. L'île Robinson Crusoe est connue pour avoir hébergé le navigateur Alexandre Selkirk durant quatre ans et quatre mois, ce qui inspira Daniel Defoe pour le personnage de Robinson Crusoé

## Géographie

### Topographie
L'archipel est composé de trois îles volcaniques.
- L'île Robinson Crusoe, anciennement Más a Tierra, est la seule île peuplée de l'archipel et la plus proche du continent sud américain. Elle s'étend sur 49,7 km2 et compte trois sommets : El Yunque (915 m), Alto (600 m) et Portezuelo (550 m).
- L'île Alejandro Selkirk, anciennement Más Afuera, à 181 kilomètres à l'ouest de l'île Robinson Crusoe. D'une superficie de 49,5 km2, elle accueille le point culminant de l'archipel, Cerro de Los Inocentes, qui atteint 1 650 mètres d'altitude.
- L'île Santa Clara, en espagnol : Isla Santa Clara, un îlot situé à un kilomètre au sud ouest de l'île Robinson Crusoe, elle s'étend sur 2,2 km2 pour une altitude maximale de 375 mètres.

### Géologie

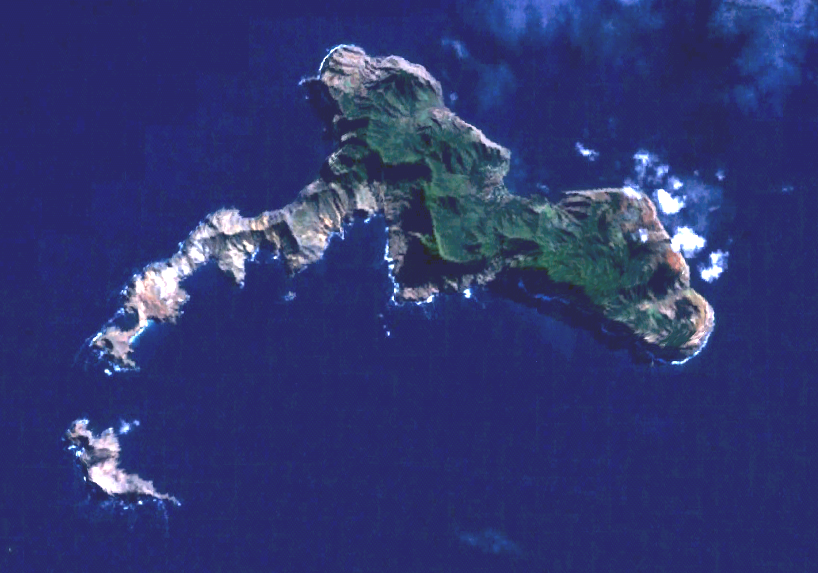
L'île Robinson Crusoe et l'île Santa Clara.

Les îles de l'archipel Juan Fernández sont d'origine volcanique et leur création résulte d'un point chaud situé sous la plaque de Nazca. Elles ont ensuite dérivé à l'ouest du point chaud sous l'effet de la subduction de la plaque de Nazca sous la plaque sud-américaine.
Des datations radiométriques indiquent que l'île Santa Clara est l'île la plus ancienne (5,8 millions d'années), suivie par Robinson Crusoé (3,8 à 4,2 millions d'années), et Alejandro Selkirk (1,0 à 2,4 millions d'années).

### Climat
Bien que le climat de ces îles soit subtropical, elles sont soumises aux effets de refroidissement des alizés du sud-est et du Courant de Humboldt, qui amène les eaux froides du fond de l'océan près de l'Antarctique à la surface du Pacifique le long de la côte du Chili. La température varie de 3 à 34 °C avec une moyenne annuelle de 15,4 °C et des gelées occasionnelles sur Selkirk[réf. souhaitée].
Le niveau annuel moyen de précipitations est de 1 081 mm avec des variations entre 318 et 1 698 mm. L'essentiel des précipitations est regroupé entre les mois de mars et décembre avec une grande variabilité spatiale, les précipitations augmentant en même temps que l'altitude. Les régions basses et occidentales de l'île Robinson Crusoe et de l'île Santa Clara sont ainsi très sèches, ne recevant de l'eau que lors de tempêtes tropicales alors que dans les régions plus élevées des deux îles principales, les précipitations sont souvent quotidiennes (mais de courte durée) permettant le développement de forêts de fougères,.
| Mois                                  | jan.      | fév.      | mars    | avril    | mai       | juin      | jui.      | août      | sep.      | oct.      | nov.      | déc.      | année     |
| ------------------------------------- | --------- | --------- | ------- | -------- | --------- | --------- | --------- | --------- | --------- | --------- | --------- | --------- | --------- |
| Température minimale moyenne (°C)     | 16,4      | 16,6      | 16,1    | 14,6     | 13,1      | 11,8      | 10,8      | 10,4      | 10,4      | 11,3      | 12,7      | 14,7      | 13,2      |
| Température moyenne (°C)              | 18,5      | 18,5      | 18,1    | 16,5     | 15        | 13,6      | 12,5      | 12,2      | 12,3      | 13,3      | 14,8      | 16,9      | 15,2      |
| Température maximale moyenne (°C)     | 21,5      | 21,4      | 21,1    | 19,3     | 17,6      | 16,2      | 15        | 14,8      | 15        | 16        | 17,6      | 19,8      | 17,9      |
| Record de froid (°C) date du record   | 11,4 1992 | 4,2 1959  | 9 1971  | 4,2 1972 | 4,6 1963  | 4,8 1967  | 5 1968    | 3 1965    | 5 1965    | 6,2 1988  | 7,3 2018  | 9,2 1966  | 3 1988    |
| Record de chaleur (°C) date du record | 28,8 2017 | 27,8 1968 | 27 1965 | 26 1970  | 24,9 2020 | 22,2 1994 | 22,6 2006 | 24,4 2006 | 21,8 1977 | 23,5 1964 | 25,2 1974 | 26,9 1982 | 28,8 2017 |
| Ensoleillement (h)                    | 248       | 209,1     | 158,1   | 123      | 108,5     | 99        | 93        | 105,4     | 147       | 204,6     | 249       | 260,4     | 2 005,1   |
| Précipitations (mm)                   | 32,5      | 34,5      | 60,3    | 91,1     | 160,8     | 180,1     | 160,2     | 126,3     | 87,7      | 54,1      | 35,1      | 24,1      | 1 046,8   |
| Nombre de jours avec précipitations   | 11        | 10        | 13      | 15       | 21        | 23        | 21        | 19        | 16        | 14        | 10        | 10        | 177       |
| Humidité relative (%)                 | 73        | 73        | 73      | 77       | 78        | 78        | 79        | 77        | 77        | 76        | 74        | 73        | 76        |

| Diagramme climatique                                  |              |              |              |               |               |             |               |            |            |              |              |
| J                                                     | F            | M            | A            | M             | J             | J           | A             | S          | O          | N            | D            |
| 21,516,432,5                                          | 21,416,634,5 | 21,116,160,3 | 19,314,691,1 | 17,613,1160,8 | 16,211,8180,1 | 1510,8160,2 | 14,810,4126,3 | 1510,487,7 | 1611,354,1 | 17,612,735,1 | 19,814,724,1 |
| Moyennes : • Temp. maxi et mini °C • Précipitation mm |              |              |              |               |               |             |               |            |            |              |              |

## Biodiversité

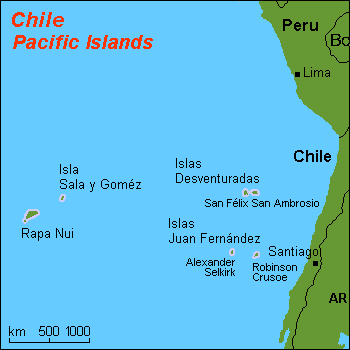
Carte des îles chiliennes pélagiques.

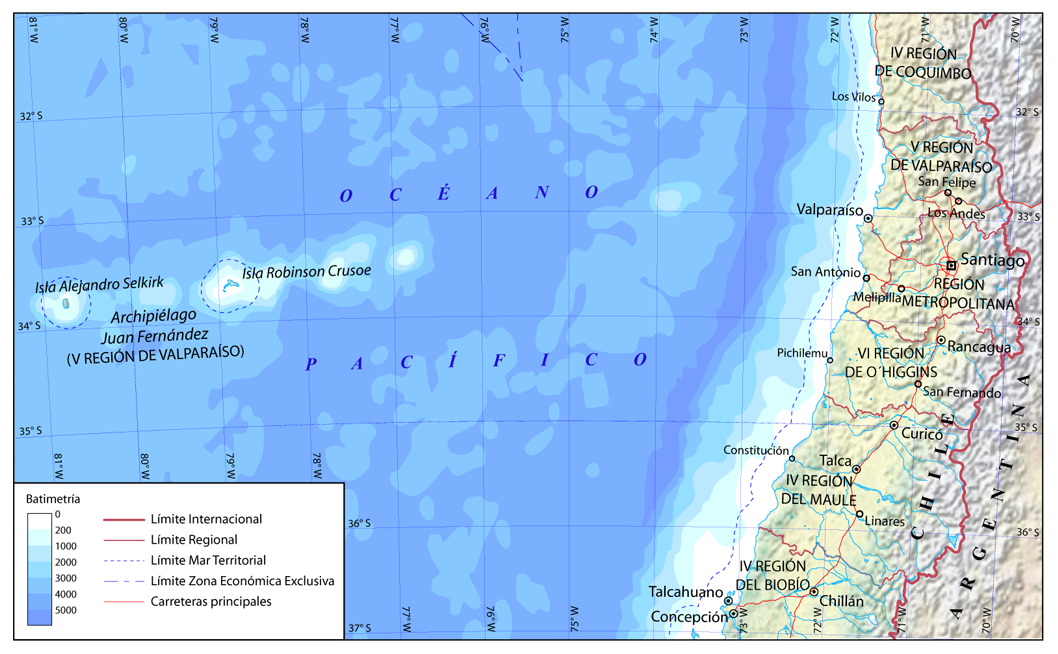
Carte localisant l'archipel Juan Fernandez par rapport au Chili continental.

Le nombre d'espèces de plantes et d'animaux que compte l'archipel est assez restreint, toutefois le taux d'endémisme, notamment végétal, y est élevé, plus de 64 %, l'un des plus forts taux de la planète. C'est l'une des raisons qui font que cet archipel, avec celui de Desventuradas, forme la phytorégion Fernandez définie par Armen Takhtajan. Ceci peut être expliqué par l'origine volcanique de l'archipel ainsi qu'à son éloignement du continent qui implique que ces espèces ont dû parcourir un long chemin à travers l'océan pour l'atteindre. On y compte actuellement 233 espèces de plantes vasculaires répertoriées dont le fameux lactoris de Juan Fernandez.

### Flore
De nombreuses espèces de fougères poussent dans les forêts de montagne du sud-ouest. Thyrsopteris elegans y forme le sous-étage de cette forêt dense à une altitude de 400–1 000 m avec Dicksonia berteriana et les espèces de Blechnum. Les espèces d'arbres dominantes dans ces forêts comprennent Cuminia, Fagara et Rhaphithamnus. Sur l'Île Alejandro Selkirk, D. berteriana est remplacée par Dicksonia externa qui pousse jusqu'à une altitude d'au moins 1 050 m. La végétation de ces îles est unique non seulement par son niveau élevé d'endémisme — 62,5 % des 150 espèces de plantes à fleurs et cinquante espèces de fougères sont endémiques — mais aussi par sa densité d'espèces et la densité de ces endémies, qui est plus élevée que sur toute autre île océanique. Thyrsopteris est l'un des douze genres endémiques.

### Faune
Pour l'avifaune, l'archipel comprend sept oiseaux endémiques : 
- cinq espèces : le  pétrel de Stejneger (Pterodroma longirostris) et  le pétrel des Juan-Fernandez (Pterodroma externa), ne nichant tous deux que sur Masafuera, le colibri robinson (Sephanoides fernandensis), le taurillon de Juan Fernandez (Anairetes fernandezianus) et la synallaxe de Masafuera (Aphrastura masafuerae),
- deux sous-espèces restreintes à l'archipel : la buse des Juan Fernandez (Buteo polyosoma exsul) et le furnariidé Cinclodes oustaleti baeckstromii.

Chez les mammifères, l'otarie de Juan-Fernandez (Arctocephalus philippii) de petite taille, avec de longues moustaches, paraissait éteinte mais a réapparu, car elle semble vivre dans les grottes.
Enfin, la langouste de Juan-Fernandez (Jasus frontalis) constitue une des nombreuses espèces de crustacés qui peuplent l'archipel.

### Menaces et conservation
Les visiteurs des îles signalent une destruction généralisée de la flore locale due à la prolifération des espèces exotiques. Certaines d'entre elles, comme Aristotelia chilensis, sont originaires du continent, tandis que d'autres, comme la ronce Rubus ulmifolius, ne sont pas indigènes et sont également gênantes sur le continent. Ces espèces végétales et animales non indigènes, ainsi que la pression humaine, sont très préjudiciables à l'équilibre de l'écosystème des îles, mettant ainsi la flore indigène en danger. En 1935, le gouvernement chilien a désigné les îles comme un parc national, et elles sont maintenant administrées par l'autorité chargée de la foresterie et de la conservation, la CONAF. L'archipel a été classé réserve de biosphère par l'Unesco en 1977.
Autre cas d'implantation d'une espèce étrangère par l'homme : les chèvres domestiques abandonnées dans la nature par les navigateurs espagnols au XVIIe siècle. Alexandre Selkirk en domestiqua quelques-unes lors de son séjour solitaire (1704-1708) sur Màs-a-tierra -  et les marins de George Anson  les chassèrent lors de leur escale salvatrice en 1741. Elles contribuèrent certainement, comme dans le Bassin méditerranéen, à détériorer la flore locale, mais elles ont récemment retrouvé un intérêt scientifique et écologique : le Dr Jürgen Güntherschulze, zoologiste allemand, un des fondateurs de Arche Warder, une fondation soutenant une réserve d'espèces d'animaux  domestiques en voie de disparition, s'est rendu sur l'île pour y prélever quatre chèvres, qu'il a installées dans sa réserve en Allemagne. Le génome de ces petites chèvres marron, vives et musclées, qui est un garant de rusticité et d'adaptabilité, et qui n'a sans doute pas été altéré en quatre siècles, est ainsi sauvegardé.

## Histoire

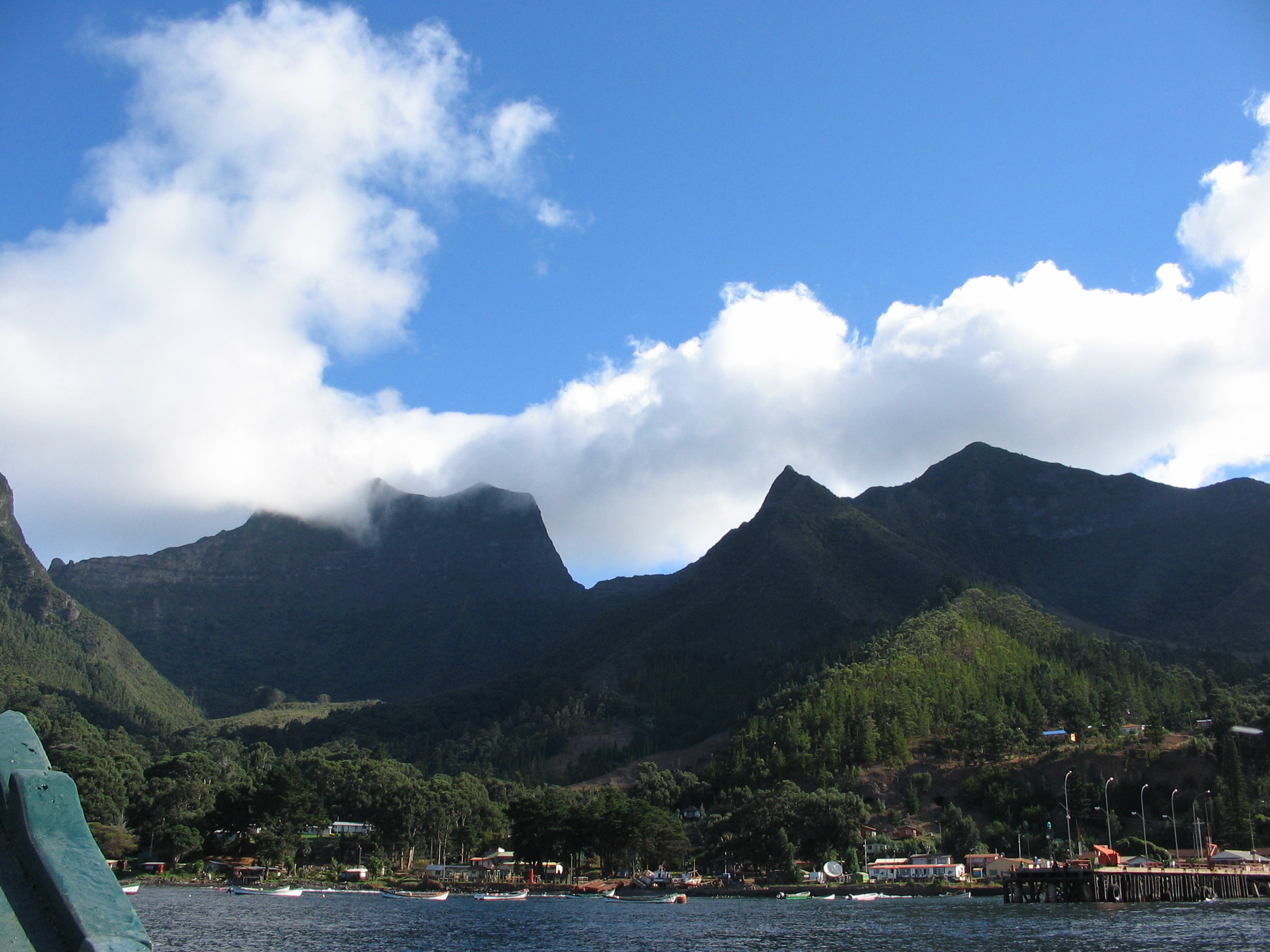
La ville de San Juan Bautista sur l'île Robinson Crusoe.

Vide d'habitants, l'archipel est découvert par hasard le 22 novembre 1574 par le navigateur espagnol Juan Fernández lors d'un voyage entre le Pérou et Valparaíso après avoir légèrement dévié de l'itinéraire prévu. Il appelle alors les îles : Más Afuera, Más a Tierra et Islote de Santa Clara.
Au XVIe et XVIIIe siècles, l'archipel est utilisé comme cachette par les pirates. En 1704, Alexandre Selkirk, qui servit de modèle au personnage de fiction Robinson Crusoé, fit un séjour de 4 ans et quatre mois sur l'île de Mas a Tierra, avant de rentrer en Angleterre où Daniel Defoe rendit fameuse son histoire.
En 1741, une partie de l'escadre de l'amiral anglais George Anson y fait relâche après avoir payé un lourd tribut au scorbut depuis son passage du cap Horn et l'errance qui s'ensuit pour localiser l'île.
En 1749, afin de se protéger des pirates, les Espagnols construisent le fort Santa Barbara sur l'île (aujourd'hui nommée Robinson Crusoé) qui est reconstruit en 1974 puis classé monument historique en 1979.
En 1765, John Byron s'arrête quelques jours sur l'île principale, après son deuxième passage du Détroit de Magellan et lors de son tour du globe.
En 1786, Joseph Townsend situe sur ces îles une fable où des chiens et des chèvres déposées par Juan Fernández entrent en compétition pour la nourriture. Cette fable lui sert à arguer, dans le débat pour l'abolition des poor laws qui a lieu en Angleterre à cette époque, que les « lois de la nature », ou les rapports « naturels » entre différentes populations ou classes sociales suffisent à créer spontanément un équilibre où chacun trouve son compte. D'après l'historien de la biologie André Pichot, cette fable inspirera Charles Darwin dans l'élaboration du mécanisme de la sélection naturelle, il en aurait pris connaissance grâce à la féministe néo-malthusienne Harriet Martineau que fréquentait son frère.
Charles Darwin mentionne les changements topographiques ayant affecté l'archipel dans son récit du séisme du 20 février 1835.
Le village de San Juan Bautista, dans la baie Cumberland, est fondé en 1877, par le baron suisse Alfred von Rodt à qui le Chili avait octroyé une autorisation d'exploitation des ressources naturelles de l'île.
À la suite du séisme survenu le 16 août 1906 à Valparaiso (magnitude 8,2), l'île Juan-Fernandez fut annoncée comme ayant totalement disparu, page 62 du n°525 du Journal des Voyages et des Aventures de Terre et de Mer, le 23 décembre 1906. L'article, signé A. Leblanc, est intitulé : « Une île historique, la Disparition de Juan-Fernandez » et détaille la biographie du marin écossais Alexandre Selkirk, qui inspira à Daniel de Foë son personnage de Robinson Crusoë.
En 1966, le gouvernement chilien renomme isla Más Afuera en isla Alejandro Selkirk et isla Más a Tierra en isla Robinson Crusoe dans le but d'y promouvoir le tourisme bien que Selkirk n'ait jamais posé le pied sur Más Afuera mais uniquement sur Más a Tierra.

## Démographie

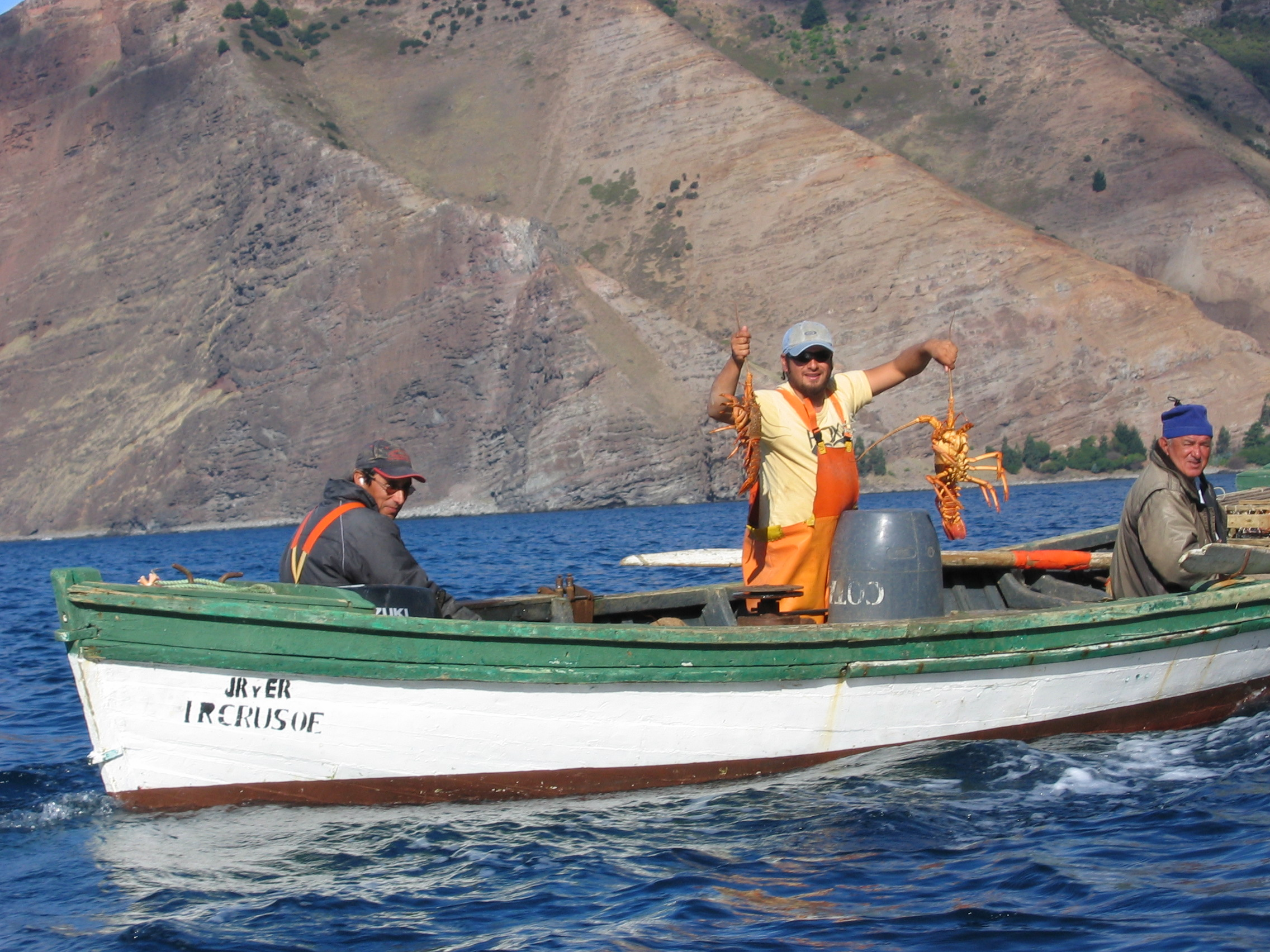
Équipage de pêcheurs de l'archipel.

Les habitants de l'île Robinson Crusoe sont des descendants des colons espagnols, ce qui explique leur lien avec le Chili. On y trouve aussi des descendants d'une famille française, les Charpentier.
L'archipel comptait 633 habitants en 2002 dont 598 vivaient dans la capitale San Juan Bautista sur la côte nord de l'île Robinson Crusoe. La population tend cependant à diminuer, principalement à cause de l'émigration des jeunes qui partent vers le Chili pour y trouver de meilleures chances ainsi qu'une vie moins isolée.
Les principales activités économiques sont le tourisme et la pêche à la langouste.